# Bräcke (commune)
Pour les articles homonymes, voir Bracke.
La commune de Bräcke est une commune suédoise du comté de Jämtland, au nord-ouest du pays. La population de Bräcke est de 6 463 (d'après les estimations du 31 décembre 2014 conduite par les statistiques de Suède. La densité de population de la communauté est de moins de 2 habitants par km².
Son siège se trouve à Bräcke et la municipalité couvre un espace de 3 455,8 km2.
L'une des plus célèbres personnes venue de Bräcke est l'ancien coureur et champion du monde Gunder Hägg qui est né dans le village de Albacken en dehors de la ville de Bräcke.

## Localités
- Albacken
- Bensjö
- Bräcke
- Fanbyn
- Gällö
- Gimdalen
- Hunge
- Kälarne
- Nyhem
- Pilgrimstad
- Rissna
- Sörbygden
- Stavre
- Sundsjö
- Västanede